# Moisson
Moisson là một xã thuộc tỉnh Yvelines, trong vùng Île-de-France, Pháp, có cự ly khoảng 17 km về phía tây bắc Mantes-la-Jolie.
Các xã giáp ranh: phía nam của các xã Freneuse và Mousseaux-sur-Seine.

## Thông tin nhân khẩu
| 1793 | 1800 | 1806 | 1821 | 1831 | 1836 | 1841 | 1846 | 1851 |
| ---- | ---- | ---- | ---- | ---- | ---- | ---- | ---- | ---- |
| 810  | 853  | 800  | 861  | 892  | 846  | 829  | 739  | 692  |

| 1856 | 1861 | 1866 | 1872 | 1876 | 1881 | 1886 | 1891 | 1896 |
| ---- | ---- | ---- | ---- | ---- | ---- | ---- | ---- | ---- |
| 588  | 642  | 631  | 587  | 504  | 504  | 489  | 436  | 399  |

| 1901 | 1906 | 1911 | 1921 | 1926 | 1931 | 1936 | 1946 | 1954 |
| ---- | ---- | ---- | ---- | ---- | ---- | ---- | ---- | ---- |
| 385  | 401  | 405  | 290  | 280  | 304  | 247  | 257  | 347  |

| 1962                                         | 1968 | 1975 | 1982 | 1990 | 1999 | 2007 | - | - |
| -------------------------------------------- | ---- | ---- | ---- | ---- | ---- | ---- | - | - |
| 350                                          | 387  | 462  | 604  | 662  | 795  | 900  | - | - |
| Số liệu kể từ 1962 : dân số không tính trùng |      |      |      |      |      |      |   |   |

## Danh sách thị trưởng
| Danh sách các thị trưởng               |           |                |      |         |
| Giai đoạn                              | Giai đoạn | Tên            | Đảng | Tư cách |
| tháng 3 năm 2001                       | 2008      | Daniel Gouriou |      |         |
| Tất cả các dữ liệu trước đây không rõ. |           |                |      |         |

Bản mẫu:Tổng Bonnières-sur-Seine